# Ulak Segara
Ulak Segara is een bestuurslaag in het regentschap Ogan Ilir van de provincie Zuid-Sumatra, Indonesië. Ulak Segara telt 667 inwoners (volkstelling 2010).